# Halomonas sp. GFAJ-1
Halomonas sp. GFAJ-1 (alias Halomonadaceae bacterium GFAJ-1, vorläufige Bezeichnungen) ist ein extremophiler Bakterienstamm, der aus dem Mono Lake in Zentralkalifornien isoliert wurde. Am 2. Dezember 2010 berichteten die Entdecker bei einer Pressekonferenz der NASA, das Bakterium sei in der Lage, Arsen an Stelle von Phosphor in Biomoleküle, insbesondere auch seine DNA, einzubauen. In der Folge wurde von verschiedenen anderen Wissenschaftlern bezweifelt, dass diese Annahme auf Grund der vorliegenden Daten gerechtfertigt ist. Eine Überprüfung 2012 ergab, dass Arsen keinen Anteil an den Erbinformationen des Bakterienstammes hat und die These damit zurückgewiesen werden muss. Als Ursache für die Stoffwechselaktivität von Arsen in GFAJ-1 wird ein Torwächter-Protein diskutiert, das die Aufnahme von Phosphorsalzen mit einer Selektivität von 4500 zu 1 gegenüber Arsensalzen steuert.

## Entdeckung

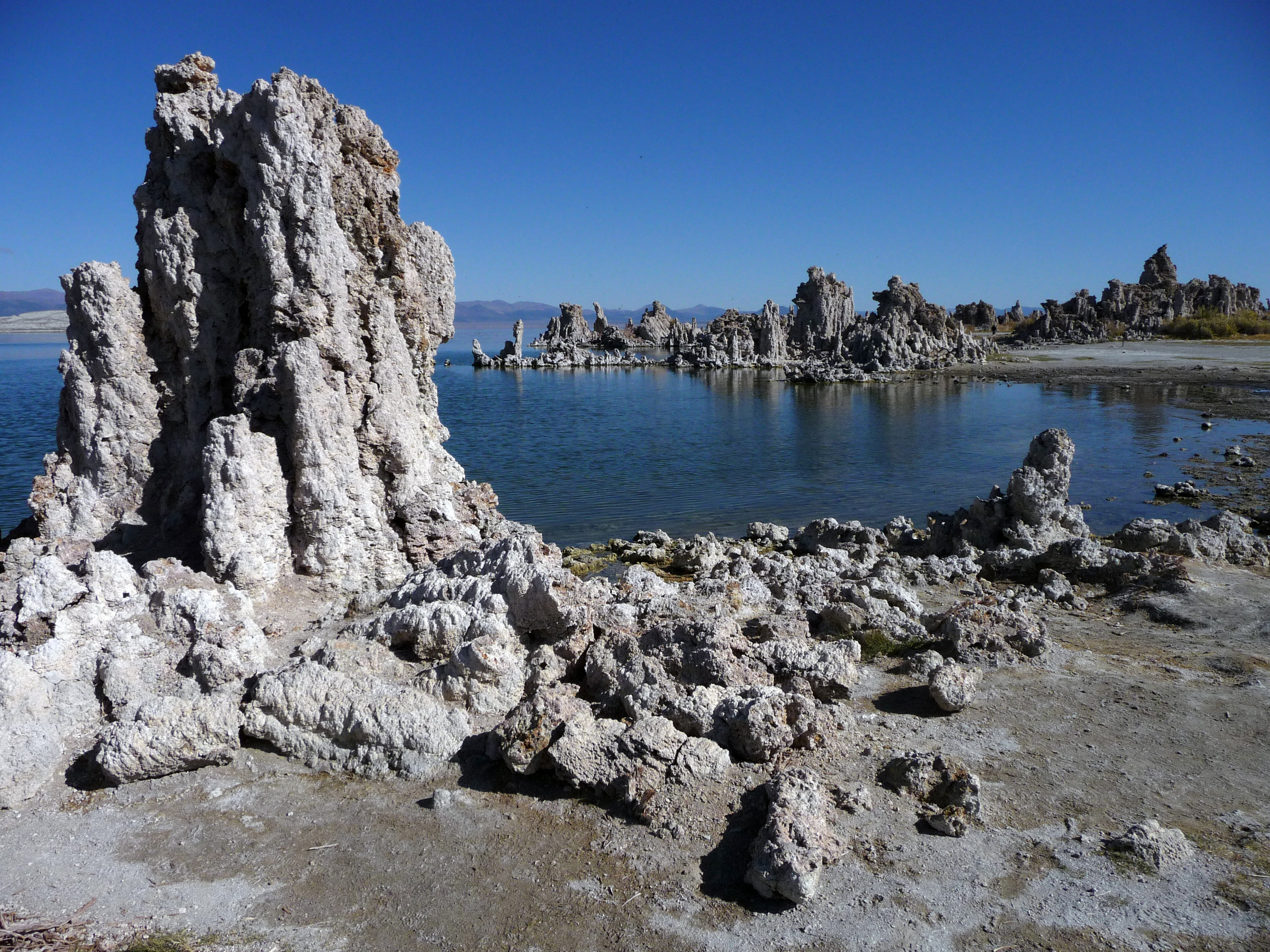
Der Mono Lake erfordert wegen seines hohen Salz- und Arsengehalts spezielle Anpassungen von Lebewesen. Fische können dort nicht überleben.

Der Mono Lake war als Ausgangspunkt für die Suche nach Extremophilen gewählt worden, da der See sehr arsenhaltig ist und deshalb dort ein Vorkommen von an diese Bedingungen angepassten Mikroorganismen wahrscheinlich erschien. Aus dem See entnommene Proben wurden auf Nährmedien mit zunehmenden Arsenatkonzentrationen kultiviert und daraus der Stamm GFAJ-1 isoliert. Die Arbeiten wurden von einer Gruppe von Wissenschaftlern an verschiedenen Forschungsinstituten der USA im Auftrag der NASA durchgeführt. Koordiniert und finanziert wurde das Projekt vom NASA-Astrobiologie-Institut am Ames Research Center, die Forscher selbst kamen vom U.S. Geological Survey, der Arizona State University, dem Lawrence Livermore National Laboratory, der Duquesne University und dem Stanford Synchrotron Radiation Center des SLAC. Die Leitung hatte Felisa Wolfe-Simon.

## Merkmale
GFAJ-1 ist nach Sequenzanalysen der 16S rRNA ein Gammaproteobacterium aus der Familie der Halomonadaceae. Es kann in aerober Kultur bei einem pH-Wert von 9,8 mit Glukose als Kohlenstoffquelle, Vitaminen und Spurenelementen bei 40 mmol/l Arsenat und etwa 3 μmol/l Phosphat wachsen, auch wenn das Wachstum in Anwesenheit von höheren Phosphatkonzentrationen schneller ist. In Anwesenheit von Arsenat wachsen die Bakterien stäbchenförmig mit einer Länge von etwa zwei Mikrometer, einem Durchmesser von etwa einem Mikrometer und weisen etwa das anderthalbfache Volumen von auf phosphathaltigem Nährmedium angezogenen Bakterien auf, was auf die Bildung einer vakuolenähnlichen Struktur in den Zellen zurückzuführen sein könnte.
Entsprechend der Analyse der 16S rRNA-Sequenzen ist GFAJ-1 nah verwandt mit anderen moderat halophilen (salzliebenden) Bakterien der Familie Halomonadaceae. In einem Kladogramm wird der Stamm inmitten verschiedener Vertreter der Gattung Halomonas platziert, darunter H. alkaliphila und H. venusta, obwohl er nicht explizit in diese Gattung einsortiert wurde.

## Diskussion um den Einbau von Arsen in Biomoleküle

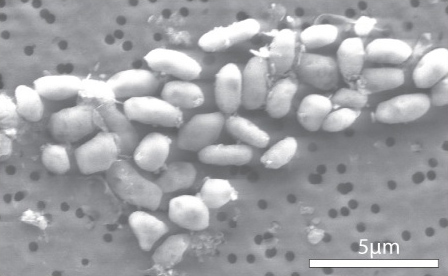
GFAJ-1 auf arsenathaltigem Medium

Chemische Analysen wiesen nach, dass Bakterien, die in arsenathaltigem und nahezu phosphatfreiem Nährmedium angezogen wurden, noch sehr geringe Mengen Phosphat enthalten. Arsen konnte dagegen bei genaueren Analysen in unterschiedlichen Fraktionen der Bakterien wiedergefunden werden, darunter vor allem in den nukleinsäure- und proteinhaltigen Fraktionen. Auch durch Massenspektrometrie (NanoSIMS) wurde Arsen in Fraktionen nachgewiesen, welche genomische DNA und RNA der Bakterien enthielten. Wolfe-Simon et al. interpretierten dies als Einbau von Arsen in die Nukleinsäuren, ohne allerdings den direkten Nachweis eines Einbaus von Arsen in die bakterielle DNA zu führen. Arsen wäre in diesem Fall nicht nur in hohen Konzentrationen toleriert worden, sondern GFAJ-1 könnte es bei Phosphatmangel auch als Phosphatersatz in Makromoleküle einbauen, auch wenn dies mit einem verminderten Wachstum einhergeht. Die Autoren der Studie bezeichneten dies als ersten Beleg für eine alternative Biochemie, bei der andere Elemente in den Grundbausteinen einer Zelle verwendet werden als in anderen Lebewesen. Diese Funde und ihre Interpretation erzeugten ein großes Interesse in den Medien, auch da einige Wissenschaftler die mögliche Bedeutung einer solchen Entdeckung für die Astrobiologie betonten, da die bisher nur theoretisch vermutete Möglichkeit solcher biochemischer Flexibilität auch für die Definition der Ziele bei der Suche nach möglichem außerirdischen Leben von Bedeutung sei.
Mehrere Biochemiker und Mikrobiologen äußerten schon kurz nach der NASA-Pressekonferenz und der darauf folgenden Veröffentlichung in Science öffentlich Zweifel an den Ergebnissen der Studie. Die Kritik zielt dabei vornehmlich auf einen fehlerhaften Messaufbau, mögliche Messfehler, Überinterpretation der Daten, mangelndes Verständnis der chemischen Abläufe und die Annahme der Inkorporation von Arsenaten in die DNA. Die von den Autoren der Originalpublikation selbst erwähnten Spuren von Phosphat in den Selektionsmedien hätten nach Einschätzung der Kritiker bereits für einen normalen Phosphathaushalt der Bakterien ausreichen können. Zudem wären tatsächlich mit Arsenat gebildete Bindungen in DNA bei der verwendeten Untersuchungsmethode zwingend zerstört worden, so dass die gefundenen Stränge ganz normale, auf Phosphat beruhende DNA sein müssen. Das gefundene Arsenat wäre dann als Verunreinigung des Trägermaterials zu erklären. Desoxyadenosinmonoarsenat (dAMAs), das strukturelle Arsenanalogon des DNA-Bausteins dAMP, hat in Wasser bei neutralem pH-Wert eine Halbwertzeit von 40 Minuten.
Eine Arbeitsgruppe der University of Missouri und der Universität Kairo stellte in einer Betrachtung der kinetischen Konsequenzen der Substitution der Phosphor-Diester im DNA-Strang durch Arsen-Diester fest, dass letztere bei einer Wassertemperatur von 25 °C eine geschätzte Halbwertzeit zum Zerfall durch spontane Hydrolyse von nur 0,06 Sekunden im Vergleich zu der Halbwertzeit der Phosphor-Diester von etwa 30.000.000 (30 Millionen) Jahren haben.
Dass ein Lebewesen mit so instabilem genetischen Material lebensfähig wäre, hielten sie für ausgeschlossen.
Im Mai 2011 veröffentlichte Science acht Antworten auf die ursprüngliche Publikation, in denen den Forschern mangelhafte Reinigung der Proben und unerklärliche Diskrepanzen in der Aufbereitung der Ergebnisse vorgeworfen wurden. In einem weiteren Kommentar erklärte das Forscherteam der ursprünglichen Veröffentlichung die Methodik ihrer Untersuchungen, ging auf Kritik ein und bekräftigte, dass die Grundannahme der Substitution von Phosphat durch Arsen aufrechterhalten würde. Ab sofort stünden Proben des Bakteriums auch anderen Forschergruppen zur Verfügung.
Im Juni 2012 veröffentlichte eine Gruppe um Rosemary Redfield auf arXiv Ergebnisse massenspektrometrischer Untersuchungen, bei denen sie in DNA-Präparationen aus GFAJ-1 zwar freies Arsenat, aber kein in die DNA integriertes Arsen nachweisen konnten. Sie schlossen daraus, dass die Bakterien Arsen zwar tolerieren, aber auch bei sehr geringen Mengen an verfügbarem Phosphat diese beiden Ionen so gut unterscheiden könnten, dass die Biochemie ihrer Nukleinsäuren der anderer Bakterien entspricht.